# Boginja
Boginja je žensko božanstvo. Mnoge kulture ima boginje. Boginju uglavnom imaju politeisti, jer monoteisti vjeruju u jednog Boga, iako sve više hrišćana smatra da Bog ne mora uvijek biti muškog roda, pa zamjenicom Ona nazivaju Boga. Od indoevropskih religija najviše boginja imala je nordijska mitologija. Česti simbol boginja je krug, kojem s lijeve i desne strane stoji po jedan polumjesec. 
U nekim verama, sveta ženska figura zauzima centralno mesto u verskoj molitvi i bogosluženju. Na primer, šaktizam, obožavanje ženske sile koja animira svet, jedna je od tri glavne sekte hinduizma.
Politeističke religije, uključujući politeističke rekonstrukcioniste, poštuju više boginja i bogova i obično ih posmatraju kao diskretna, odvojena bića. Ova božanstva mogu biti deo panteona, ili različiti regioni mogu imati božanstva čuvara.

## Religije

### Hinduizam
Hinduizam je religija koja ima nekoliko bogova i boginja, a od sviju božanstava najvažniji je Brahma, stvoritelj svijeta, a žena mu je Sarasvati. Shaktas je je majka sviju boginja. Šiva ima ženu Parvati. U hinduizmu postoji 180 imena nekoliko boginja. U hinduizmu ima i dvospolnih bogova kao što su Lakšmi-Višnu, Šiva-Šakti, Radha-Krišna i drugi. Jedan bog je muški bog (Šaktiman) i ženska energija (Šakti), koji radi s dinamičnom ženskom energijom.

### Sikhizam
Sikhi su monoteisti i vjeruju u Boga. Glavni im je vođa Guru Granth Sahib, koji se punim imenom zove Adi Sri Guru Granth Sahib. Skulpture sikhizma govore o Bogu kao Ocu i Majci.

### Grčkorimska mitologija
- Perzefona, kraljica podzemnog svijeta,
- Demetra, boginja ratarsta, Zemlje i plodnosti,
- Afrodita, boginja ljubavi i ljepote,
- Artemida, boginja lova i šuma,
- Atena, boginja rata, zanatstva i zaštitnica grada Atene,
- Kibela, "majka Zemlja",
- Hera, boginja braka, Zeusova žena,
- Nika, boginja trijumfa i pobjede,
- Potria Theron,
- Selena, boginja Mjeseca, ali i njegova personifikacija.

### Keltska mitologija
- Agrona, boginja rata,
- Brigid,
- Matrona, "majka boginja",
- Morrígan, boginja bitki i plodnosti,
- Sulis.

### Nordijska mitologija
- Freyja, boginja ljubavi i ljepote,
- Frigg, vrhovna boginja Asa,
- Fulla,
- Gná,
- Gullveig, misteriozna boginja,
- Hel, boginja podzemlja,
- Hlín,
- Nanna,
- Nerthus,
- Norne, suđenice nordijske mitologije,
- Nótt, boginja koja je personifikacija noći,
- Sol.

### Egipatska mitologija
- Mut, kćer boga Sunca, Amonova žena,
- Izida, boginja majka,
- Hathor, boginja koja može preuzeti lik krave, najljepša boginja,
- Neftis, boginja grobnica,
- Nut, boginja neba i zvijezda,
- Tawaret, boginja trudnoće i majčinstva,
- Meskhenet, boginja rađanja, zaštitnica male djece.

## Monoteističke religije
Monoteistička kultura nema boginja te se za Boga smatra da spada u muški rod, ali gramatički ne može se utvrditi kojeg je Bog roda, no većina monoteista Boga zove i Ocem i sličnim imenima. Hrišćani Bogorodicu Mariju smatraju da je nešto kao boginja. Njen sin je Bog u utjelovljenju čovjeka.  U islamu Marija je smatrana djevicom, ali je ne smatraju kao božicu ili kraljicu (nisu joj propisane božanske osobine) i ne vjeruju da je njen sin Isus, Sin Božji, pa je to u islamu najveći grijeh.

## Feminizam

### Pokret boginje
Barem od prvog talasa feminizma u Sjedinjenim Državama, postoji interesovanje za analizu religije da bi se videlo da li i kako doktrine i prakse tretiraju žene nepravedno, kao u Ženskoj Bibliji Elizabet Kejdi Stenton. Ponovo u drugom talasu feminizma u SAD, kao i u mnogim evropskim i drugim zemljama, religija je postala fokus nekih feminističkih analiza u judaizmu, hrišćanstvu i drugim religijama, a neke žene su se okrenule religijama drevnih boginja kao alternativi abrahamskim religijama (Womanspirit Rising 1979; Weaving the Visions 1989). Danas žene i muškarci nastavljaju sa aktivnostima u pokretu Boginje (Hrist 1997). Popularnost organizacija kao što je Družina Izide svedoči o stalnom rastu religije Boginje širom sveta.
Dok je veliki deo pokušaja rodne ravnopravnosti u matičnom hrišćanstvu (judaizam nikada nije priznavao bilo koji rod za Boga) usmeren na reinterpretaciju Svetog pisma i derodifikaciju jezika koji se koristi za imenovanje i opisivanje božanskog, postoji sve veći broj ljudi koji se identifikuju kao hrišćani ili Jevreji, koji pokušavaju da integrišu slike boginje u svoje religije.

### Sveto žensko
Termin „sveto žensko” prvi put je skovan 1970-ih, u popularizaciji Nju ejdža hindu šaktija. Hinduizam takođe obožava mnoštvo boginja koje imaju svoju važnu ulogu, i stoga su zainteresovale Nju ejdž, feminističke i lezbejske feminističke pokrete.

## Literatura
- Dexter, Miriam Robbins, Victor Mair (2010). Sacred Display: Divine and Magical Female Figures of Eurasia.. Cambria Press.
- Barnhart, Robert K (1995). The Barnhart Concise Dictionary of Etymology: the Origins of American English Words. ISBN 0-06-270084-7.. HarperCollins.
- Gorshunova . Olga V.(2008), Svjashennye derevja Khodzhi Barora…, ( Sacred Trees of Khodzhi Baror: Phytolatry and the Cult of Female Deity in Central Asia) in Etnoragraficheskoe Obozrenie, n° 1, pp. 71–82. ISSN 0869-5415
- Taheri, Sadreddin (2014). Goddesses in Iranian Culture and Mythology. Tehran: Roshangaran va Motale’at-e Zanan Publications. ISBN 9789641940821. Архивирано из оригинала 15. 07. 2018. г. Приступљено 04. 06. 2022.
- Assmann, Jan, 'Monotheism and Polytheism' in: Sarah Iles Johnston (ed.), Religions of the Ancient World: A Guide. Harvard University Press. 2004. стр. 17–31. ISBN 0-674-01517-7.
- Burkert, Walter. Greek Religion: Archaic and Classical. ISBN 0-631-15624-0., Blackwell (1985), .
- Greer, John Michael (2005). A World Full of Gods: An Inquiry Into Polytheism. ISBN 0-9765681-0-1., ADF Publishing
- Iles Johnston, Sarah (2007). Ancient Religions. ISBN 0-674-02548-2., Belknap Press (September 15, 2007),
- Paper, Jordan. The Deities are Many: A Polytheistic Theology. ISBN 978-0-7914-6387-1., State University of New York Press (March 3, 2005),
- Penchansky, David, (2005). Twilight of the Gods: Polytheism in the Hebrew Bible. ISBN 0-664-22885-2..
- Swarup, Ram, & Frawley, David. (2001). The word as revelation: Names of gods. New Delhi: Voice of India. ISBN 978-8185990682.
- Kimmerle, Heinz (2006-04-11). „The world of spirits and the respect for nature: towards a new appreciation of animism”. The Journal for Transdisciplinary Research in Southern Africa (на језику: енглески). 2 (2): 15. ISSN 2415-2005. doi:10.4102/td.v2i2.277 .
- Schmidt, Francis (1987). The Inconceivable Polytheism: Studies in Religious Historiography. New York: Gordon & Breach Science Publishers. стр. 10. ISBN 978-3718603671.
- Galtsin, Dmitry (2018-06-21). „Modern Pagan religious conversion revisited”. digilib.phil.muni.cz. Приступљено 2019-02-05.
- Hoff, Kraemer, Christine (2012). Seeking the mystery : an introduction to Pagan theologies. Englewood, CO: Patheos Press. ISBN 9781939221186. OCLC 855412257.
- Negedu, I. A. (2014-01-01). „The Igala traditional religious belief system: Between monotheism and polytheism”. OGIRISI: A New Journal of African Studies (на језику: енглески). 10 (1): 116—129. ISSN 1597-474X. doi:10.4314/og.v10i1.7 .
- „Greek mythology”. Encyclopedia Americana. 13. 1993. стр. 431.
- „Dodekatheon” [Twelve Olympians]. Papyrus Larousse Britannica (на језику: грчки). 2007.
- „Apollodorus, Library, book 3, chapter 5, section 3”.
- „Pausanias, Description of Greece”.
- George Edward Rines, ур. (1919). Encyclopedia Americana Vol. 13. 13. Americana Corp. стр. 408—411.
- Stoll, Heinrich Wilhelm (R.B. Paul trans.) (1852). Handbook of the religion and mythology of the Greeks. Francis and John Rivington. стр. 8. „The limitation [of the number of Olympians] to twelve seems to have been a comparatively modern idea”
- Ford, David F., ур. (1997). The Modern Theologians: An Introduction to Christian theology in the twentieth century (2nd изд.). Malden, MA: B. Blackwell. ISBN 978-0-631-19592-4.
- Grenz, Stanley J.; Olson, Roger E. (1997). 20th-Century Theology: God & the World in a Transitional Age. Downers Grove, IL: InterVarsity Press. ISBN 978-0-8308-1525-8.
- Ruether, Rosemary Radford (август 2011). Women and Redemption: A Theological History (2nd изд.). Minneapolis: Fortress Press. ISBN 978-0-8006-9816-4.
- Anderson, Pamela Sue (1998). A Feminist Philosophy of Religion: The Rationality and Myths of Religious Belief. Oxford; Malden, Mass.: Blackwell. ISBN 978-0-631-19383-8..
- Anderson, Pamela Sue; Clack, Beverley (eds.) Feminist Philosophy of Religion: Critical Readings. ISBN 978-0-415-25749-7. (London: Routledge, 2004) .
- Kassian, Mary A (1992). The Feminist Gospel: the Movement to Unite Feminism with the Church. ISBN 0-89107-652-2.. Wheaton, Ill.: Crossway Books.
- Stone, Merlin, compiler (1991). Ancient Mirrors of Womanhood: a Treasury of Goddess and Heroine Lore from around the World. ISBN 0-8070-6751-2.. Updated with a new pref. Boston: Beacon Press, 1990. N.B.: Edition statement appears on the paperback book's cover, but not upon the t.p. or its verso.
- Stone, Merlin (1976). When God Was a Woman. ISBN 0-15-696158-X.. San Diego, Calif.: Harcourt-Brace-Jovanovich Publishers, cop..
- Saiving, Valerie (1960). „The Human Situation: A Feminine View”. Journal of Feminist Studies in Religion. 28 (1): 75—78. JSTOR 10.2979/jfemistudreli.28.1.75. S2CID 145533099. doi:10.2979/jfemistudreli.28.1.75.
- Moder, Ally (2019-09-01). „Women, Personhood, and the Male God: A Feminist Critique of Patriarchal Concepts of God in View of Domestic Abuse”. Feminist Theology (на језику: енглески). 28 (1): 85—103. ISSN 0966-7350. S2CID 201410294. doi:10.1177/0966735019859471 .
- „per Carol P Christ biography for Signs Out of Time Project”. Архивирано из оригинала 23. 09. 2015. г. Приступљено 04. 06. 2022.
- „Goddess Tours Greece-Sacred Sites Tour-Goddess Pilgrimage Crete”. Goddess Tours Greece-Sacred Sites Tour-Goddess Pilgrimage Crete. Приступљено 22. 5. 2017.
- Lewis, James R. (1992). Perspectives on the New Age. SUNY Press. стр. 16—18. ISBN 978-0-7914-1213-8.
- Harley, Gail M.; Danny L. Jorgensen (2002). Emma Curtis Hopkins: Forgotten Founder of New Thought. Syracuse University Press. стр. 79. ISBN 978-0-8156-2933-7.
- Bednarowski, Mary Farrell (1999). The Religious Imagination of American Women. Indiana University Press. стр. 81. ISBN 978-0-253-21338-9.
- Bailey, Douglass (2005). Prehistoric Figurines: Representation and Corporeality in the Neolithic. Routledge Publishers. ISBN 0-415-33152-8.
- Bolen, Jean Shinoda (1984). Goddesses in Everywoman: A New Psychology of Women.
- Bolen, Jean Shinoda (2001). Goddesses in Older Women: Archetypes in Women over Fifty.
- Budapest, Zsuzsanna. The Holy Book of Women's Mysteries. ISBN 0-914-72867-9., Susan B. Anthony Coven No. 1
- Christ, Carol P., She Who Changes, Palgrave MacMillan, 2003.
- Christ, Carol P., "Why Women Need The Goddess", in Womanspirit Rising, Harper & Row, 1979, p. 273.
- Cohen, Daniel, "Iphigenia: A Retelling", in Christ, 1997, p. 179.
- Daly, Mary (1978). Beyond God The Father., Beacon Press
- Daly, Mary (1978). Gyn/Ecology., Beacon Press
- Dexter, Miriam Robbins (1990). Whence the Goddesses., Pergamon Press
- Dexter, Miriam Robbins, "Earth Goddess" In Mallory, J.P. and Douglas Q. Adams, eds., The Encyclopedia of Indo-European Culture. London and Chicago: Fitzroy Dearborn Publishers, 1997: 174.
- Fisher, Elizabeth, "Rise Up and Call Her Name" curriculum, Rise Up and Call Her Name – An Earth-Based Spirituality Journey
- Goddess Alive UK print publication with online presence.
- Goddess Pages Архивирано на веб-сајту  (14. јун 2023) UK online publication.
- Henning, Jan, Cohen, Daniel (1988). Hawk and Bard Reborn: Revisions of Old Tales., Wood and Water
- Hodder, Ian, "Catalhoyuk", Scientific American, January 2004.
- Long, Asphodel P. (1993). In A Chariot Drawn By Lions. Crossing Press..
- Long, Asphodel P., "The One or the Many--The Great Goddess Revisited," Архивирано на веб-сајту  (27. септембар 2011) presented at the Feminist Theology Annual Conference, Dublin, Ireland, July 1996.
- MatriFocus A cross-quarterly web magazine for and by Goddess women, 2001-2009 archived at Home Архивирано на веб-сајту  (6. јун 2023).
- Monaghan, Patricia. "Encyclopedia of Goddesses and Heroines" (2010) Santa Barbara, California: Greenwood Press.
- Monaghan, Patricia (1999). The Goddess Path., Llewellyn Worldwide
- Sylvia Brinton Perera (1981). Descent to the Goddess. (Toronto 1982).
- Sena, Rāmaprasāda (1999). Grace and Mercy in Her Wild Hair : Selected Poems to the Mother Goddess. Hohm Press. ISBN 0-934252-94-7.
- Ranck, Shirley Ann (1995). Cakes for the Queen of Heaven., Delphi Press
- Ranck, Shirley Ann (1995). Cakes for the Queen of Heaven. curriculum, UU Women and Religion, 2007-8, Cakes for the Queen of Heaven.
- SageWoman U.S.print magazine with online presence
- Sjoo, Monica and Mor, Barbara The Great Cosmic Mother : Rediscovering the Religion of the Earth, Harper and Row, 1987.
- The Beltane Papers U.S.print magazine with online presence
- Spencer, Aida Besançon, Donna Hailson, Catheirne Clark Kroeger, "The Goddess Revival: A Biblical Response to God(dess) Spirituality", The House of Prisca and Aquila Series (Eugene, OR: Wipf and Stock, 1995).  978-1-60899-921-7

## Spoljašnje veze
- The Association of Polytheist Traditions
- International Year Of Polytheism
- Integrational Polytheism